# Суха баня
Суха баня (на гръцки: Αγία Παρασκευή, Агия Параскеви) или старо име Ксилотрос (на гръцки: Ξυλότρος, Ксилотрос, катаревуса: Ξυλότρον, Ксилотрон, до 1950 година Ξυλότρον, Ксилотрон) е село в Република Гърция, дем Висалтия в област Централна Македония с 637 жители (2001).

## География
Селото е разположено в Сярското поле на около 6 километра югоизточно от Димитрич (Димитрици), югозападно от град Сяр (Серес).

## История

### В Османската империя
През XIX век и началото на XX век Суха баня е село, числящо се към Сярската каза на Османската империя. В „Етнография на вилаетите Адрианопол, Монастир и Салоника“, издадена в Константинопол в 1878 година и отразяваща статистиката на населението от 1873 година, Суха баня (Souha-bania) е посочено като селище в Сярска каза с 45 домакинства, като жителите му са 50 мюсюлмани и 78 гърци. В 1889 година Стефан Веркович („Топографическо-этнографическій очеркъ Македоніи“) пише за Суха баня:
| „ | Суха баня: чифлик, жителите са гърци, на 1 час от Нигрита. | “ |

В 1891 година Георги Стрезов пише за селото:
| „ | Суха баня (Ксилотро), село на СЗ от Негослав, на разстояние 1/2 час от турци и гърци, 4 часа на ЮЗ от Сяр, 1 час от Чуприща. Пътят е същият; тук си имат чифлици Тахир ага и Ахмет ага от Сяр. Гръцка църква. 60 къщи гърци; има и няколко черкезки къщи. | “ |

Според статистиката на Васил Кънчов („Македония. Етнография и статистика“) в 1900 година селото има 460 жители, от които 200 черкези и 260 гърци християни.
По данни на секретаря на Българската екзархия Димитър Мишев („La Macédoine et sa Population Chrétienne“) в 1905 година в Суха-Баня (Souha-Bania) живеят 240 българи патриаршисти гъркомани.
В 1894 година е построена църквата „Света Параскева“.

### В Гърция
Селото е освободено по време на Балканската война от части на българската армия, но след Междусъюзническата война в 1913 година остава в Гърция. През 20-те години в селото са заселени гърци бежанци. В 1928 година Суха баня е представено като смесено местно-бежанско село с 28 бежански семейства и 117 жители.
| Име      | Име        | Ново име   | Ново име   | Описание                   |
| -------- | ---------- | ---------- | ---------- | -------------------------- |
| Цингура  | Τσιγγούρα  | Ватомура   | Βατόμουρα  | местност на Ю от Суха баня |
| Джинурия | Ντζινουριά | Ласпотопос | Λασπότοπος | местност на С от Суха баня |

## Личности
Родени в Суха Баня
- Яни Попдарев, български активист в годините на Втората световна война, определен от гръцките власти в 1942 година като „български пропагандатор“ и „фанатик“[11]

Починали в Суха баня
- Димо Пиринджиев (1886 – 1941) – български комунистически деец